# Mollova žláza
Mollova žláza (také známá jako ciliární žláza, anglicky Glands of Moll nebo Moll's gland) je modifikovaná apokrinní potní žláza. Nachází se na okraji horního i spodního očního víčka (s vyšší četností ve střední části víčka horního a v postanní části spodního očního víčka). Poprvé byly pozorovány v roce 1850 švýcarským vědcem Albertem von Köllikerem. Ale Mollovy žlázy nesou jméno nizozemského oftalmologa, kterým byl Jacob Anton Moll (1832–1914). Ten se o nich zmínil o 7 let později, v roce 1857, jako o “zvláštních formách potních žláz v této části těla.”

## Struktura[1]
Tyto žlázy jsou relativně velké mají klasický trubkovitý tvar.
Histologicky se Mollovy žlázy velmi podobají jiným apokrinním žlázám.
Apokrinní žlázová jednotka se skládá ze dvou částí: proximální stočené žlázové (sekreční) části a kanálkové části, jejíž hlavní část prochází přímo dermis.
- Apokrinní žlázové buňky jsou v aktivním stavu charakterizovány jako vysoké buňky, které vykazují apikální výčnělky, které jsou odštěpeny jako puchýře v lumenu.
- Neaktivní žlázové buňky jsou ploché bez výčnělků

→ pojmy aktivní a neaktivní obvykle vycházejí z morfologických kritérií, která však mohou být korelována s funkčními kritérii
Obecně platí, že apokrinní žlázy začínají fungovat v pubertě v apokrinních oblastech těla - podpaží, vnějších ženských genitáliích, tříslech a zřídka i na obličeji, pokožce hlavy. Apokrinními žlázami na neobvyklých místech jsou Mollovy žlázy (které jsou již u kojenců plně vyvinuté) a mazové žlázy ve vnějším zvukovodu (které mají již u plodu ve své cytoplazmě sekreční granule).
Proximální části žláz byly částečně zapuštěny do svalové tkáně palpebrální části okulárního očního svalu.
Sekreční část Mollových žláz se skládá z vrstvy žlázových buněk a bazálně umístěných myoepiteliálních buněk. Výška buněk se liší v korelaci s předpokládaným sekrečním stavem. Kanály apokrinních žláz jsou lemovány dvěma vrstvami buněk tvaru kvádru a byly spojeny s vlasovými folikuly. Nebyly prokázány rozdíly ve struktuře nebo počtu buněk mezi muži a ženami.

## Funkce
- Mollovy žlázy ústí na bázi řas a spolu se Zeissovými žlázami vylučují kožní maz. Právě díky kožnímu mazu jsou řasy jemné, vláčné a mohou tak plnit svou ochrannou funkci.

- Dále vylučují i lipidové složky, které se spojují s povrchovou vrstvou slzného filmu. Ten zpomaluje odpařování a vysychání oční bulvy.

- Mollova žláza má i pozitivní imunohistochemickou reakci. Produkuje několik sekrečních složek, jako je imunoglobulin A, mucin 1 a lysozymy. To naznačuje, že Mollova žláza je životně důležitou složkou imunitní obrany proti patogenním mikroorganismům na víčku a povrchu oka. Přestože se Mollova žláza plně vyvíjí během kojeneckého věku, účinek na imunitní obranu se aktivuje od narození.[3]

Přítomnost cukerných složek v sekretu žláz byla dokázána histochemickým barvením. Především pomocí PAS reakce a alciánské modře.

### Hlavní sekretované látky[1]
IgA, lysozymy, Mucin1, androgeny, estrogeny.

### Evoluční aspekt[1]
Apokrinní žlázy jsou běžně známé žlázy s vůní a hrají důležitou roli v čichové komunikaci mezi zvířaty a také u lidí. Když se objeví na povrchu kůže je seket sterilní a bez zápachu. Pouze aerobní difteroidní bakterie nacházejících se v podpažní fóře jsou schopny produkovat typický nevábný zápach lidského potu. Ačkoli jsou tyto bakterie přítomny také na víčku, není pravděpodobné, že sekreční produkt Mollových žláz je substrátem pro růst bakterií v této citlivé oblasti těla.
Můžeme rozlišit 2 typy vývoje žláz.
- Jeden druh apokrinních žláz je předurčen k tomu, aby fungoval při reprodukci a sexuálním chování. Tyto žlázy, například apokrinní podpažní žlázy, se vyvíjejí až od puberty.
- Druhým typem jsou žlázky ve zvukovodu. Ty obsahují sekreční granule ve své cytoplazmě již ve stadiu plodu.

Jak už bylo uvedeno, apokrinní buňky ve víčku vylučují hlavně látky, které hrají roli v obraně proti mikroorganismům a jsou aktivní od narození. Díky experimentům bylo prokázáno, že tyto žlázy ve víčku fungují bez stimulů steroidních hormonů.

## Onemocnění
Jako většina struktur oka i Mollovy žázy jsou náchylné k infekci a ucpání kanálu mazem a buněčnými zbytky. Blokování kanálu žlázy způsobuje otok, který se může projevit jako ječné zrno.
Mollovy žlázy ale mohou podlehnout i jiným onemocněním - existuje řada nádorů a cyst apokrinních žláz (apokrinní hidrocystomy), které pocházejí právě z Mollovy žlázy. Příklady nádorů víček apokrinního původu jsou papilární onkocytom, papilární cystadenom, karcinom signetového prstence a syringocystadenoma papilliferum.
Vzhledem k tomu, že se tato struktura nachází na očním víčku, její onemocnění může mít pro člověka velmi nepříjemné následky.

## Mollovy žlázy u dalších živočichů
Tato struktura se nachází nejen u lidí, ale například také u prasat, krav, koní, psů, koček a nebo také primátů. U některých z těchto živočichů, jsou Mollovy žlázy dále studovány (u primátů nebo perských koček). Mollovy žlázy se vyskytují pravděpodobně u většiny suchozenských savců, kteří mají dobře vyvinuté oční bulvy a orientují se především pomocí zraku.